# Catreus wallichi
El faisán chir  o faisán de Wallich (Catreus wallichi) es una especie de ave galliforme de la familia Phasianidae. Es el único miembro en el género Catreus. El nombre científico conmemora a botánico danés Nathaniel Wallich. 

## Características

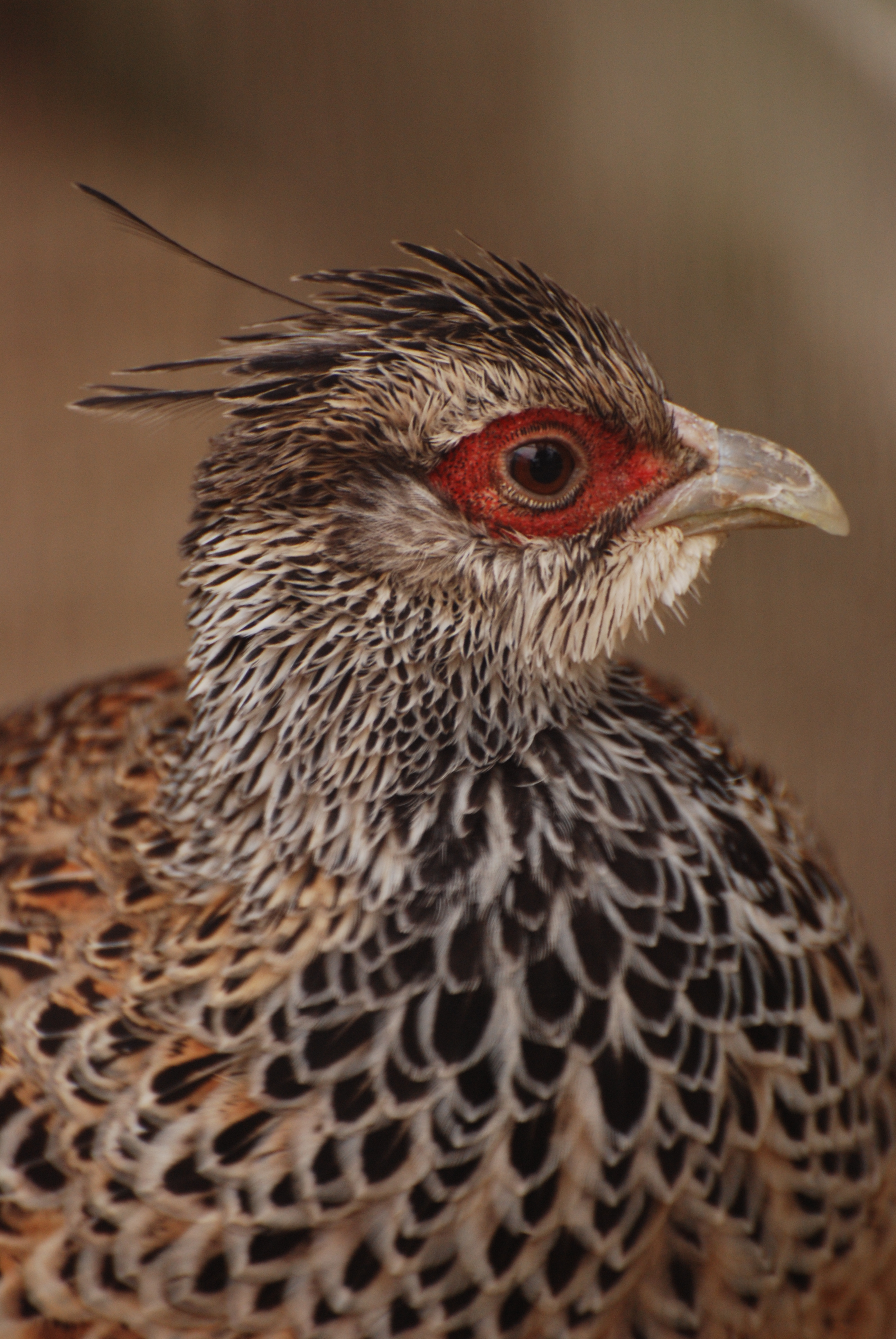
Cabeza de faisán chir.

Estos pájaros carecen del color y la brillantez de la mayoría de los faisanes, con plumaje y cresta gris, y cola larga gris y marrón. La hembra es levemente más pequeña en que el macho. 

## Historia natural
Debido a la pérdida de hábitat, al tamaño pequeño de la población y a la caza en algunas áreas, se evalúa como especie vulnerable en la Lista Roja de la IUCN. Se enumera en el apéndice I del CITES.

## Distribución
El faisán chir se distribuye en las montañas de la región de Himalaya de la India, de Nepal y de Pakistán. No se conocen subespecies.